# Edith Pretty
Edith Pretty (geboren als Edith May Dempster; * 1. August 1883 in Elland, Yorkshire; † 17. Dezember 1942 in Richmond, London) war eine englische Landbesitzerin und Stifterin. Sie initiierte die Ausgrabungstätigkeiten, die zum Fund des angelsächsischen Bootsgrabes Sutton Hoo führten. Dieses gilt als umfangreichster mittelalterlicher Grabstättenfund in Europa und die wichtigste archäologische Entdeckung auf den Britischen Inseln.

## Leben
Edith Dempster wurde als zweite Tochter von Elisabeth und Robert Dempster in eine wohlhabende Industriellenfamilie in Yorkshire geboren. Sie wuchs in Broughton Park (heute Salford) bei Manchester auf und besuchte die Roedean School in Brighton. Ihren Schulabschluss machte sie in Paris. Das Interesse an Archäologie setzte früh ein; Reisen führten sie nach Pompeji, Ägypten und zu anderen bekannten archäologischen Stätten. Auch initiierte ihr Vater selbst Ausgrabungen im Umfeld der Vale Royal Abbey, wo die Familie seit 1907 lebte.
Den größten Teil des Ersten Weltkriegs verbrachte Edith Dempster als Freiwillige in Rotkreuz-Krankenhäusern in Großbritannien und auch in Frankreich, wo sie Verletzte der Westfront pflegte. Nach dem Tod ihrer Mutter 1919 entschied sie sich, weiter bei ihrem Vater zu leben, und heiratete erst kurz nach dessen Tod (1925) ihren alten Freund und langjährigen Verlobten, den Offizier Frank Pretty (1878–1934). Sie und ihre Schwester hatten ein beträchtliches Grundstücksvermögen geerbt.
Das Paar ließ sich 1926 bei Ipswich nieder, wo Edith Pretty das weitläufige Anwesen Sutton Hoo erwarb. Sie engagierte sich sozial und war Mitglied des Magistrats von Woodbridge. Ihr Sohn Robert kam 1930 auf die Welt. Frank Pretty erkrankte im Sommer 1934 an Magenkrebs und starb im selben Jahr. Dies und wohl auch eigene gesundheitliche Probleme führten dazu, dass sich Edith Pretty aus dem gesellschaftlichen Leben zurückzog.
Auf dem Gelände von Sutton Hoo – einen knappen halben Kilometer von ihrem Haus entfernt –  befanden sich 18 bislang ungeöffnete Grabhügel, die nun verstärkt Edith Prettys Interesse auf sich zogen. Bereits vor dem Tod ihres Ehemannes hatte sie Ausgrabungen in Betracht gezogen, jedoch Grabungsanfragen bislang zurückgewiesen, weil sie aufgrund ihrer Vorkenntnisse wusste, dass ein solches Vorhaben eine wissenschaftliche Herangehensweise erforderte.
1937 beauftragte sie auf Vermittlung des Ipswich Corporation Museum den ambitionierten Amateurausgräber Basil Brown. Dieser entdeckte schließlich 1939, kurz vor Ausbruch des Zweiten Weltkriegs, ein angelsächsisches Bootsgrab aus dem 7. Jahrhundert mit reichen Beigaben, das offenbar bislang von Grabräubern verschont geblieben war. Ein Kurator des British Museum bezeichnete es als „eine der wichtigsten archäologischen Entdeckungen aller Zeiten“.
Eine offizielle „Schatzfunduntersuchung“ ergab, dass der Fund als Eigentum von Edith Pretty zu betrachten war. Innerhalb weniger Tage entschied sie sich, alle Funde dem British Museum zu stiften, wo sie bis in die Gegenwart aufbewahrt werden.  Die Auszeichnung eines Commanders des Order of the British Empire (CBE), die ihr Premierminister Winston Churchill angeboten hatte, lehnte sie ab.
Edith Pretty starb nach einem Blutgerinnsel im Kopf am 17. Dezember 1942 in einem Krankenhaus in Richmond.
Das gesamte Anwesen von Sutton Hoo gehört inzwischen dem National Trust und kann seit 2002 besichtigt werden.

## Rezeption
Der niederländische Maler Cor Visser malte Edith Pretty 1939/1940 in Öl. Das Gemälde wurde 2006 an den National Trust gestiftet.
Die Anfang 2021 erschienene Netflix-Produktion Die Ausgrabung erzählt die Geschichte von Edith Pretty, Basil Brown und Sutton Hoo.